# فرهنك مهتدي
فرهنك مهتدي (بالفارسية: فرهنگ مهتدی) مواليد 6 يناير 1926، هو أكاديمي ولاعب كرة مضرب ولاعب كرة سلة إيراني معتزل. مثّل منتخب بلاده. شارك في دورة الألعاب الأولمبية الصيفية سنة 1948.

## روابط خارجية
- فرهنك مهتدي على موقع سبورتس رفرنس (الإنجليزية)
- فرهنك مهتدي على موقع رابطة محترفي التنس (الإنجليزية)
- فرهنك مهتدي على موقع أوليمبيديا (الإنجليزية)